# إيان رانكين
إيان رانكين (بالإنجليزية: Ian Rankin)‏ (28 أبريل 1960 في اسكتلندا - ) كاتب، وروائي من المملكة المتحدة.

## الجوائز
- نيشان الامبراطورية البريطانية من رتبة ضابط
- جائزة إدغار
- الخنجر الماسي لكارتييه [الإنجليزية]‏
- زميل في الجمعية الملكية للأدب

## روابط خارجية
- إيان رانكين على موقع IMDb (الإنجليزية)
- إيان رانكين على موقع الموسوعة البريطانية (الإنجليزية)
- إيان رانكين على موقع مونزينجر (الألمانية)
- إيان رانكين على موقع ميوزك برينز (الإنجليزية)
- إيان رانكين على موقع ديسكوغز (الإنجليزية)
- إيان رانكين على موقع قاعدة بيانات الفيلم (الإنجليزية)